# Lingkong Road
Lingkong Road (凌空路, Língkōng Lù) is een station van de metro van Shanghai. Het station bedient de plaats Chuansha New Town, ook Chuanshaxin genoemd.
Het metrostation, onderdeel van lijn 2, werd geopend op 8 april 2010 samen met de afwerking van het meest oostelijk deel van het traject, tot in de Shanghai Pudong International Airport. Het station heeft twee sporen en twee zijperrons. Het ligt onder het kruispunt van de Lingkong Road en West Huazhou Road en heeft drie ingangen.
Van dit station is het met de metro circa 75 tot 80 minuten tot de westelijke terminus van de lijn, en een kwartiertje tot de oostelijke, in de luchthaven.
East Xujing · Station Shanghai Hongqiao · Hongqiao Airport Terminal 2 · Songhong Road · Beixinjing · Weining Road · Loushanguan Road · Zhongshan Park · Jiangsu Road · Jing'an Temple · West Nanjing Road · People's Square · East Nanjing Road · Lujiazui · Dongchang Road · Century Avenue · Shanghai Science & Technology Museum · Century Park · Longyang Road · Zhangjiang Hi-Tech Park · Jinke Road · Guanglan Road · Tangzhen · Middle Chuangxin Road · East Huaxia Road · Chuansha · Lingkong Road · Yuandong Avenue · Haitiansan Road · Pudong International Airport

Lijnen van de metro van Shanghai: 1 · 2 · 3 · 4 · 5 · 6 · 7 · 8 · 9 · 10 · 11 · 12 · 13 · 14 · 15 · 16 · 17 · 18 · Pujiang Line